# Пролошко житије Светог Симеона
Пролошко житије Светог Симеона је литургијско, односно богослужбено житије српског великог жупана Стефана Немање - Светог Симеона Мироточивог (умро 1200. године), које је написано ради његовог литургијског прослављања као светитеља. Сматра се да је настало у манастиру Студеници, али аутор није познат. Назива се пролошким због тога што је било саставни део пролога (синаксара), богослужбене књиге која садржи кратка житија и друге литургијске садржаје посвећене разним светитељима. Сматра се најстаријим житијем тог типа у српској средњовековној књижевности. Првобитни текст овог житија касније је дорађиван, тако да у рукописној традицији постоји у неколико варијанти. Старије верзије садрже само прозну нарацију, док су у неким млађим варијантама уз основни текст придодати и похвални стихови.
Поред Пролошког житија Светог Симеона постоје и три знатно опширнија житија истог светитеља:
- Житије Светог Симеона од Стефана Првовенчаног, које је написао велики жупан и краљ Стефан Првовенчани.[7][8][9]
- Житије Светог Симеона од Светог Саве, које је написао први српски архиепископ Свети Сава.[10][11][12]
- Житије Светог Симеона од Доментијана, које је средином 13. века написао Доментијан Хиландарац.[13][14][15]